# Kaledon
Kaledon to zespół muzyczny z Rzymu we Włoszech, grający melodyjny power metal.

## Członkowie zespołu
- Alex Mele - (ur. 30 września 1976 w Rzymie), gitara
- Claudio Conti - (ur. 7 czerwca 1968) śpiew
- Tommy Nemesio - (ur. 19 lutego 1979) gitara
- Daniele Fuligni - (ur. 28 października 1982) instrumenty klawiszowe
- Paolo Lezziroli - (ur. 2 lipca 1976) gitara basowa
- David Folchitto - (ur. 23 maja 1978 w Rzymie) perkusja

## Dyskografia
- Spirit of the Dragon I (Demo, 1999)
- Spirit of the Dragon II (Demo, 1999)
- God Says Yes I (Demo, 2000)
- God Says Yes II (Demo, 2001)
- Legend of the Forgotten Reign – Chapter I: The Destruction (2002)
- Legend of the Forgotten Reign – Chapter II: The King's Rescue (2003)
- Legend of the Forgotten Reign – Chapter III: The Way of the Light (2005)
- Legend of the Forgotten Reign – Chapter IV: Twilight of the Gods (2006)